# 中巴納特區
中巴納特区（羅馬化：Srednjebanatski okrug）是塞爾維亞伏伊伏丁那自治省東部的行政区，行政中心为茲雷尼亞寧。该区東鄰羅馬尼亞，西臨蒂薩河，南鄰貝爾格萊德。行政区面積为3,256平方公里，2020年人口数量为157,711人。

## 城市和市镇
中巴纳特区的范围包括一个城市和4个市镇：
- 兹雷尼亚宁（城市）
- 新貝切伊
- 新茨爾尼亞
- 塞查尼
- 日蒂什泰